# Pillaiospira pentaloba
Pillaiospira pentaloba är en ringmaskart som beskrevs av Al-Ogaily och Hussain 1987. Pillaiospira pentaloba ingår i släktet Pillaiospira och familjen Serpulidae. Inga underarter finns listade i Catalogue of Life.